# Kvorum

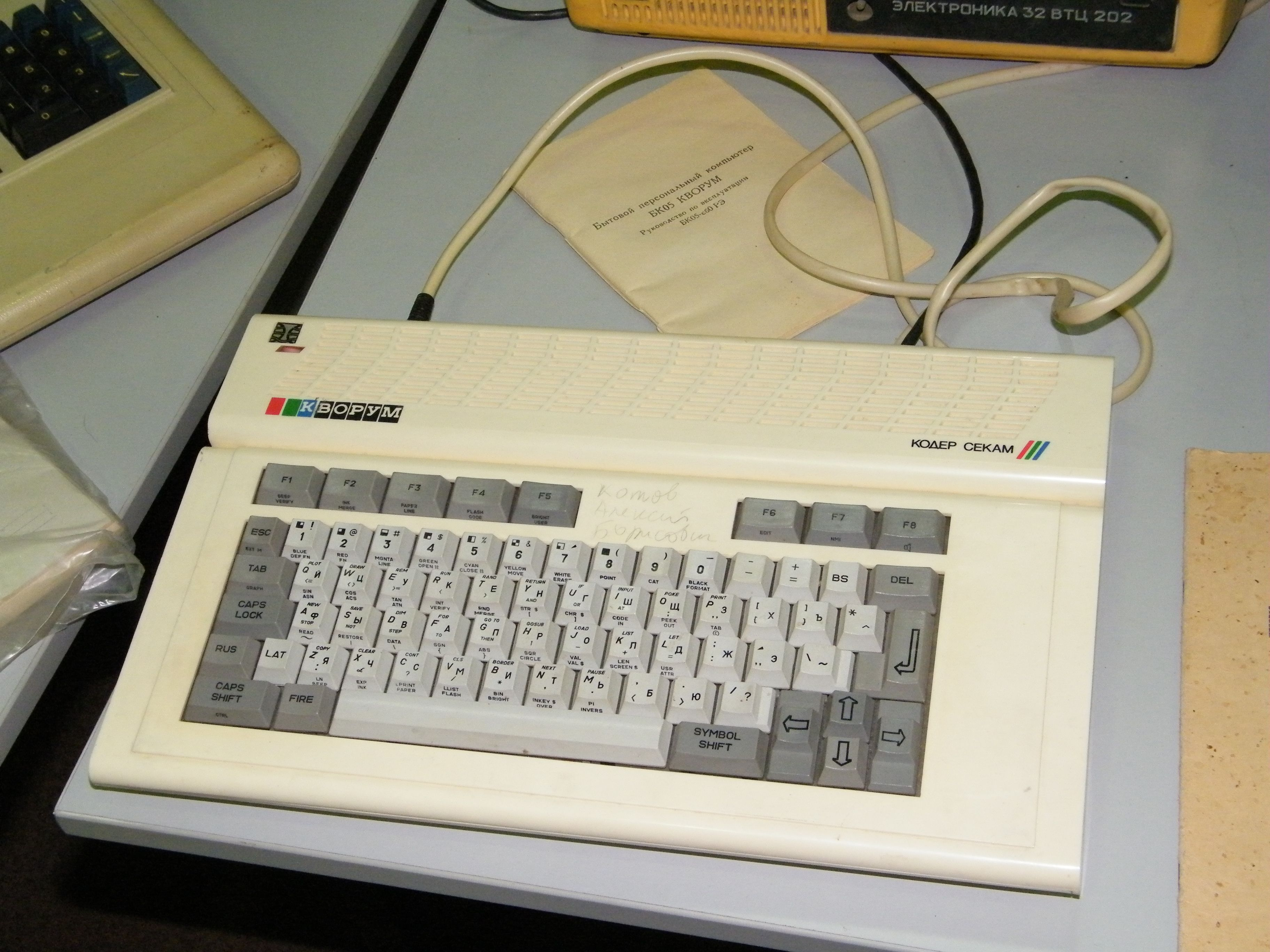
Kvorum

Kvorum (rusky Кворум, občas přepisováno jako Quorum) byla ruská varianta počítače Sinclair ZX Spectrum.
Počítač existuje v pěti variantách:
- Kvorum – varianta počítače ZX Spectrum 48,
- Kvorum 64 – proti ZX Spectru má navíc 16 KiB RAM, kterou je možné připojit místo ROM, umožňuje tak spouštění systému CP/M,
- Kvorum 128 – varianta počítače ZX Spectrum 128, neobsahuje AY-3-8912, ani řadič disketové jednotky,
- Kvorum 128+ – Kvorum 128 s vestavěnou disketovou jednotkou 3,5" a jejím řadičem,
- Kvorum BK04 – varianta počítače ZX Spectrum 48.

Klávesnice počítače Kvorum 64 je popsána jak znaky latinky, tak znaky cyrilice. Počítač Kvorum 128 má vyvedeny porty pro Kempston joystick a Sinclair joystick, tiskárnu a magnetofon a má vyvedenu sběrnici procesoru. Proti ZX Spectru 128 má možnost připojit místo ROM nultou stránku paměti RAM. Počítač Kvorum 128+ je rozšířený o vestavěný řadič disketové jednotky a má nové grafické režimy. Zvukový čip je AY-3-8910.

## Technické informace
- procesor: varianta procesoru Z80,
- paměť RAM: 48 KiB, 64 KiB, 128 KiB,
- přidané klávesy proti počítači ZX Spectrum jsou čteny na samostatném portu.

Používané porty
| desítkově | šestnáctkově | dekódování        | význam                                            |
| 254       | FE           | 1xx11xx0          | klávesnice, magnetofon, reproduktor, barva okraje |
| 126       | 7E           | 0xx11xx0          | doplňkové klávesy klávesnice                      |
| 0         | 00           | 0xx0xxx0          | stránkování paměti                                |
| 32765     | 7FFD         | 0xxxxxxx xxx11x0x | stránkování paměti                                |
| 33021     | 80FD         | 1x0xxxxx xxx11x0x | umístění videoram                                 |
| 49149     | BFFD         | 111xxxxx xxx1xx0x | data hudebního čipu AY                            |
| 65533     | FFFD         | 101xxxxx xxx1xx0x | výběr datového registru hudebního čipu AY         |
| 31        | 1F           | 0xx11xx1          | Kempston joystick, signál AUTO tiskárny           |
| 128       | 80           | 1xx00000          | registry řadiče disketové jednotky                |
| 129       | 81           | 1xx00001          | registry řadiče disketové jednotky                |
| 130       | 82           | 1xx00010          | registry řadiče disketové jednotky                |
| 131       | 83           | 1xx00011          | registry řadiče disketové jednotky                |
| 133       | 85           | 1xx001xx          | výběr disketové jednotky, spouštění motoru        |
| 251       | FB           | 1xx110x1          | paralelní port, zápis na port vyvolá Strobe = 1   |
| 123       | 7B           | 1xx111x1          | zápis jakékoliv hodnoty na port vyvolá Strobe = 0 |
| 27        | 1B           | 0xx11xx1          | signál AUTO tiskárny                              |